# 16012 Jamierubin
A 16012 Jamierubin (ideiglenes jelöléssel 1999 CG19) a Naprendszer kisbolygóövében található aszteroida. A LINEAR projekt keretében fedezték fel 1999. február 10-én.